# ジンジャー・ロジャース
ジンジャー・ロジャース（Ginger Rogers, 1911年7月16日 - 1995年4月25日）は、アメリカ合衆国ミズーリ州出身の女優・ダンサー。フレッド・アステアとコンビを組んだミュージカル映画で知られている。

## 来歴
本名はヴァージニア・カスリーン・マクマス（Virginia Katherine McMath）。芸名のジンジャーは、本名の「ヴァージニア」を縮めたもの。両親の離婚に伴い、幼少時は祖父母に育てられる。母親の再婚によりテキサス州に移り、再婚相手のロジャースを名乗るようになったが養子縁組はしていない。彼女の母親は舞台批評家として地元の新聞に記事を書くようになり、母親の影響で舞台に興味を持つようになる。14歳の時にチャンスが訪れた。ヴォードヴィルのツアーがダンサーを必要としており、彼女はチャールストンのコンテストで優勝、その後4年間は各地をツアーで回った。
17歳でダンサーと結婚したが長続きせず、ツアーでニューヨークを訪れたのをきっかけにニューヨークにとどまり、ラジオや舞台の仕事を始める。ブロードウェイに出ていたところを見出され、パラマウントと契約。すぐにハリウッドに移り、映画の端役をこなすようになる。1933年、ミュージカル『四十二番街』あたりから注目されはじめ、同年フレッド・アステアと共演した『空中レヴュー時代』で人気を博すようになる。以来、アステアとは10本の映画で共演している。
ミュージカル映画以外にも出演作品は多く、1940年には『恋愛手帖』でアカデミー主演女優賞を受賞。1960年代は舞台で活躍した。クリスチャン・サイエンス信者の家庭で育ち、自身も生涯信者だった。

## 主な出演作品
| 公開年 | 邦題 原題                                               | 役名                                       | 備考                      |
| ------ | ------------------------------------------------------- | ------------------------------------------ | ------------------------- |
| 1930   | 恋愛四重奏 Young Man of Manhattan                       | パフ・ランドルフ                           |                           |
| 1930   | 喧嘩商会 Queen High                                     | ポリー・ロックウェル                       |                           |
| 1931   | 彼女の名誉 Honor Among Lovers                           | ドリス・ブラウン                           |                           |
| 1931   | 米国撃滅艦隊 Suicide Fleet                              | サリー                                     |                           |
| 1932   | 軟派ガール Hat Check Girl                               | ジェシー・キング                           |                           |
| 1933   | 四十二番街 42nd Street                                  | アン・ローウェル                           |                           |
| 1933   | ゴールド・ディガース Gold Diggers of 1933               | フェイ                                     |                           |
| 1933   | 空中レヴュー時代 Flying Down to Rio                     | ハニー                                     |                           |
| 1934   | 二千万人の恋人 Twenty Million Sweethearts               | ペギー                                     |                           |
| 1934   | 有閑火遊び Upperworld                                   | リリー・リンダ                             |                           |
| 1934   | 紐育の口笛 Change of Heart                              | マッジ                                     |                           |
| 1934   | コンチネンタル The Gay Divorcee                         | ミミ                                       |                           |
| 1935   | 恋のマンハッタン Romance in Manhattan                   | シルヴィア・デニス                         |                           |
| 1935   | ロバータ Roberta                                        | シャルウェンカ伯爵夫人/リジー              |                           |
| 1935   | 深夜の星 Star of Midnight                               | ドナ                                       |                           |
| 1935   | トップ・ハット Top Hat                                  | デイル・トレモント                         |                           |
| 1935   | 本人出現 In Person                                      | キャロル                                   |                           |
| 1936   | 艦隊を追って Follow the Fleet                           | シェリー・マーティン                       |                           |
| 1936   | 有頂天時代 Swing Time                                   | ペニー・キャロル                           |                           |
| 1937   | 踊らん哉 Shall We Dance                                 | リンダ・ケーン                             |                           |
| 1937   | ステージ・ドア Stage Door                               | ジーン・メイトランド                       |                           |
| 1938   | 処女読本 Having Wonderful Time                          | セルマ・ショー                             |                           |
| 1938   | モーガン先生のロマンス Vivacious Lady                   | フランシー                                 |                           |
| 1938   | 気儘時代 Carefree                                       | アマンダ・クーパー                         |                           |
| 1939   | カッスル夫妻 The Story of Vernon and Irene Castle       | アイリーン・カッスル                       |                           |
| 1939   | ママは独身 Bachelor Mother                              | ポリー・パリッシュ                         |                           |
| 1940   | 桜草の丘 Primrose Path                                  | エリー・メイ・アダムス                     |                           |
| 1940   | ラッキー・パートナー Lucky Partners                     | ジェーン・ニュートン                       |                           |
| 1940   | 恋愛手帖 Kitty Foyle                                    | キティ・フォイル                           | アカデミー主演女優賞 受賞 |
| 1941   | 愛の鐘はキッスで鳴った Tom Dick and Harry               | ジャニー                                   |                           |
| 1942   | 運命の饗宴 Tales of Manhattan                           | ダイアン                                   |                           |
| 1942   | 少佐と少女 The Major and the Minor                      | スーザン・アップルゲート                   |                           |
| 1942   | 恋の情報網 Once Upon a Honeymoon                        | カティ・オハラ／キャサリン・バット＝スミス |                           |
| 1943   | 夫は還らず Tender Comrade                               | ジョー・ジョーンズ                         |                           |
| 1944   | 戀の十日間 I'll Be Seeing You                           | メアリー・マーシャル                       |                           |
| 1946   | アメリカの恋人 Magnificent Doll                         | ドリー・ペイン・マディソン                 |                           |
| 1949   | ブロードウェイのバークレー夫妻 The Barkleys of Broadway | ディナ・バークレー                         |                           |
| 1951   | 目撃者 Storm Warning                                    | マーシャ・ミッチェル                       |                           |
| 1952   | 結婚協奏曲 We're Not Married!                           | ロマーナ                                   |                           |
| 1952   | モンキー・ビジネス Monkey Business                      | エドウィナ・ファルトン                     |                           |
| 1953   | 女性よ永遠に Forever Female                             | ベアトリス・ペイジ                         |                           |
| 1954   | 行きずりの恋 Beautiful Stranger                         | ジョニー・ヴィクター                       |                           |
| 1954   | 意外な犯行 Black Widow                                  | ロティ                                     |                           |
| 1955   | 消された証人 Tight Spot                                 | シェリー                                   |                           |
| 1956   | 最初の女セールスマン The First Traveling Saleslady      | ミス・ローズ・ギルレイ                     |                           |

## 著書
- 『ジンジャー・ロジャース自伝』渡瀬ひとみ訳 キネマ旬報社 1994